# Lynch (Kentucky)
Lynch – miasto w Stanach Zjednoczonych, w stanie Kentucky, w hrabstwie Harlan.